# Lallemand (Unternehmen)
Lallemand Inc. ist ein kanadisches Unternehmen aus Montreal, das auf die Herstellung und den Vertrieb von Hefe- und Bakterienprodukten spezialisiert ist. Laut eigenen Angaben ist es Weltmarktführer in der Herstellung von Hefe- und Bakterienprodukten im Bereich der Nutztierhaltung. Das Unternehmen beschäftigt weltweit 4.500 Mitarbeiter.

## Unternehmensaktivität
Das Unternehmen stellt nach eigenen Angaben für folgende Anwendungsbereiche Hefe- und Bakterienprodukte her. Tiernahrung, Gesundheit/Pharmazie, Weinherstellung, Biokraftstoffe und Industriealkohole, Brauwesen, Pflanzenschutz und Kosmetik.

## Geschichte
Das Unternehmen wurde laut eigenen Informationen 1895 von Fred Schurer gegründet, der aus dem Elsass nach Kanada ausgewandert ist. Die erste Produktionsanlage für Rohstoffe für die Backindustrie wurde 1915 vom Gründer gebaut, welche bis heute am Standort in der Rue Préfontaine in Montreal erhalten ist. Ab 1923 wurde dort auch Backhefe hergestellt. 1952 wurde die Firma von Roland Chagnon übernommen, in den 1970er Jahren wurde dann mit der Erschließung weiterer Märkte begonnen. Ab den 1980er Jahren wurde auch international expandiert. In den 90ern wurden viele Hefefabriken in Europa und Afrika aufgekauft und übernommen, außerdem wurde in den Bereich Tierernährung eingestiegen. Ab dem Jahrtausendwechsel wurden weitere Märkte erschlossen. 2006 wurde mit der Gründung des Geschäftsfelds „Lallemand Plant Care“ die Tätigkeit auf den Bereich Pflanzenschutz und Pflanzenernährung ausgeweitet.

## Standorte

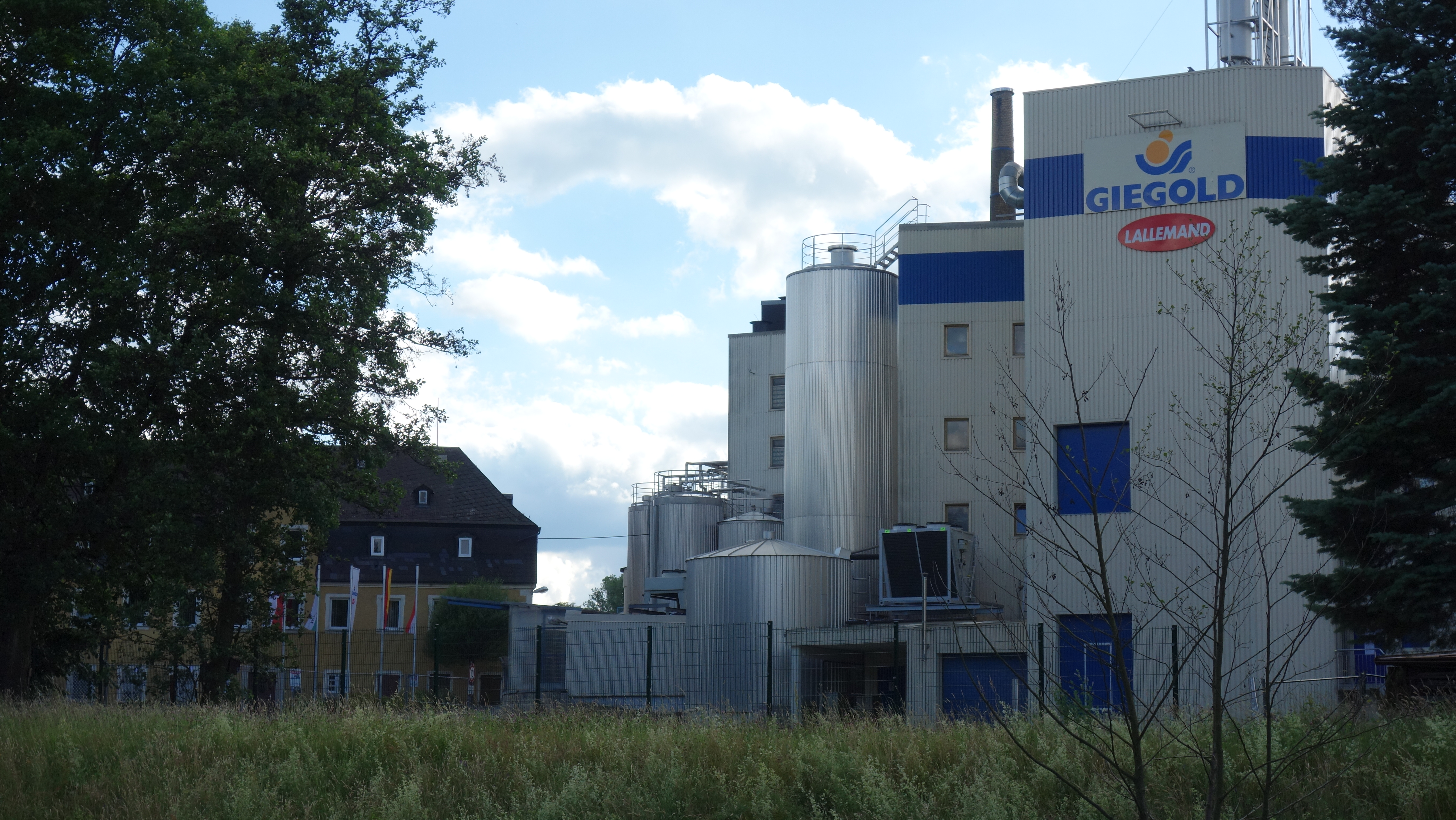
Hefefabrik Giegold in Schwarzenbach an der Saale

Nach eigenen Angaben ist das Unternehmen in 50 Ländern weltweit aktiv. Es ist mit mehreren Tochterfirmen im deutschsprachigen Raum vertreten.

### Aktivitäten in Deutschland
Das Unternehmen betreibt mehrere Fabriken zur Produktion von Backhefe in Deutschland: die Hefefabrik Giegold in Schwarzenbach an der Saale und die Hefefabrik Wieninger in Passau. Bis 2022 hatte es auch einen Standort in Buch bei Nürnberg (ehemals Deutsche Hefewerke GmbH). Seit der Übernahme des Forschungs- und Produktionsstandorts für mikrobielle Pflanzenschutzmittel in Wismar (Mecklenburg-Vorpommern) im Jahr 2022 ist das Geschäftsfeld „Lallemand Plant Care“ auch im deutschsprachigen Raum vertreten.

### Aktivitäten in Österreich
In Wiener Stadtteil Ottakring wird die Harmer Hefefabrik betrieben.

### Aktivitäten in der Schweiz
Die in Massagno sitzende Tochterfirma entwickelt und vertreibt Pharmaprodudukte für die Anwendung im Bereich Atemwege.

## Trivia
- Der Firmenname beruht auf dem Spitznamen „l’Allemand“ des Gründers Fred Schurer, später änderte dieser seinen Nachnamen in „Lallemand“.[3]
- Die Hefefabrik Giegold in Schwarzenbach an der Saale war 1862 nach eigenen Angaben die älteste Hefefabrik in Bayern. Es werden dort außerdem traditionell verschiedene Liköre unter dem Namen „Original Giegold“ hergestellt.[9][10]
- Im März 2023 kam es in der Hefefabrik Giegold aufgrund eines defekten Gebläses im Kesselhaus zu einem Großbrand, wobei Schaden in Millionenhöhe verursacht wurde.[11]